# NGC 2197
NGC 2197 ist ein offener Sternhaufen im Sternbild Dorado in der Großen Magellanschen Wolke.
Das Objekt wurde am 31. Januar 1835 von John Herschel entdeckt.